# 杨子 (导演)
杨子（1981年2月11日—），男，黑龙江萝北县人，中国电影导演与编剧。

## 简历
曾在美国留学，於2004年考入北京电影学院表演学院，2006年保送至英国爱丁堡大学研修电影。
2015年电影《喊·山》成为釜山国际电影节闭幕影片，获得2016年上海国际电影节传媒大奖最佳编剧、最佳导演奖。
2017年推出以斯蒂芬·马布里为主角的篮球传记电影 《我是马布里》。
2019年底上映的跨年电影《宠爱》在中国大陆取得6.84亿人民币的票房。
2023年作品《龙马精神》由成龙主演，获得第19届中美电影节年度十大金天使电影、年度最佳编剧。

## 电影作品
- 2012年 《娜娜》
- 2015年 《喊山》
- 2017年 《我是马布里》
- 2019年 《宠爱》
- 2023年 《龙马精神》
- 2025年 《捕风追影》